# Расширенная нотация массива
Расширенная нотация массива (РНМ (на английском: BEAN)) - это многомерная версия нотации массива, созданная Джонатаном Бауэрсом.

## Правила
Для удобства эти правила будут перенесены в раздел "Основные правила" и "Правила построения массива".

### Записи
- Запятая указывает на разделитель {\displaystyle (0)}.
- {\displaystyle (x)} указывает, что остальная часть массива переходит в "x"-е измерение.
- {\displaystyle (n_{1})(n_{2})\cdots (n_{x})} указывает произвольное количество разделителей, таких что {\displaystyle n_{1}\geq n_{2}\geq n_{3}\cdots \geq n_{x-1}\geq n_{x}}.
- {\displaystyle \&} означает оператор "массив".
- {\displaystyle \#} указывает на любую оставшуюся часть массива.

### Основные правила
Правило M1. Условие: только 2 записи.
{\displaystyle \lbrace a,b\rbrace =a^{b}}
Правило M2. Условие: 2-я запись равна 1.
{\displaystyle \lbrace a,1\#\rbrace =a}
Правило M3. Условие: {\displaystyle n<m}.
{\displaystyle \lbrace \#(n)1(m)\#\rbrace =\lbrace \#(m)\#\rbrace }
{\displaystyle \lbrace \#(n)1\rbrace =\lbrace \#\rbrace }
Правило M4. Условие: партия разделителей перед записью, отличной от 1.
{\displaystyle \lbrace a,b(n_{1})(n_{2})\cdots (n_{x})c\#\rbrace =\lbrace b^{n_{1}}\&a(n_{1})b^{n_{2}}\&a(n_{2})\cdots b^{n_{x}}\&a(n_{x})c-1\#\rbrace }
Правило M5. Условие: строка из 1 между партией разделителей и записью, отличной от 1.
{\displaystyle \lbrace a,b(n_{1})(n_{2})\cdots (n_{x})1,\cdots ,1,c\#\rbrace =\lbrace b^{n_{1}}\&a(n_{1})b^{n_{2}}\&a(n_{2})\cdots b^{m}\&a(m)a,\cdots ,\lbrace a,b-1(n_{1})(n_{2})\cdots (n_{x})1,\cdots ,1,c\#\rbrace ,c-1\#\rbrace }
Правило M6. Строка из 1 в основной строке.
{\displaystyle \lbrace a,b,1,\cdots ,1,c\#\rbrace =\lbrace a,a,a,\cdots ,\lbrace a,b-1,1,\cdots ,1,c\#\rbrace ,c-1\#\rbrace }
Правило M7. Правила M1-M6 не применяются.
{\displaystyle \lbrace a,b,c\#\rbrace =\lbrace a,\lbrace a,b-1,c\#\rbrace ,c-1\#\rbrace }

### Правила построения массива
Правило A1. {\displaystyle n=0}.
{\displaystyle b^{0}\&a=a}
Правило A2. В противном случае.
{\displaystyle b^{n}\&a=\lbrace {(b-1)}^{n}\&a(n-1)b^{n-1}\&a\rbrace }